# Bistum Pjöngjang
Das Bistum Pjöngjang (lat.: Dioecesis Pyeongyangensis, kor.: 천주교 평양교구) ist eine in Nordkorea gelegene Diözese der römisch-katholischen Kirche mit Sitz in Pjöngjang.

## Geschichte
Das Bistum wurde von Papst Johannes XXIII.  am 10. März 1962 errichtet. Zuvor war es 1927 als Apostolische Präfektur gegründet und 1939 zum Apostolischen Vikariat erhoben worden. Bischof war Francis Hong Yong-ho (* 1906), der seit 1962 verschollen ist und 2013 vom Vatikan für tot erklärt wurde. Kardinal Andrew Yeom Soo-jung ist als Apostolischer Administrator eingesetzt. Das Bistum ist ein Suffragan des südkoreanischen Erzbistums Seoul.
Die Zahl der Gläubigen in der Diözese hat der Vatikan mit 800 angegeben. Die nordkoreanische Regierung schätzt sie auf ca. 3000. Eine genaue Bestimmung ist derzeit unmöglich. Die Zahl der Gemeinden ist unbekannt. Die drei ersten apostolischen Präfekten in der Diözese kamen aus Irland.
Im Jahre 2007 wurde ein Seligsprechungsprozess für die 36 Märtyrer von Tokwon eingeleitet, die zwischen 1949 und 1952 in den von Diktator Kim Il-Sung eingerichteten Konzentrationslagern umkamen.

## Ordinarien

### Apostolische Präfekten von Pjöngjang
- Patrick James Byrne (1927–1929)
- John Edward Morris (1930–1936)

### Apostolische Vikare von Pjöngjang
- William Francis O’Shea (1939–1944)
- Francis Hong Yong-ho (1944–1962)

### Bischöfe von Pjöngjang
- Francis Hong Yong-ho (1962–)

### Apostolische Administratoren von Pjöngjang
- Nicholas Kardinal Cheong Jin-suk (1998–2012)
- Andrew Kardinal Yeom Soo-jung (2012–2021)
- Peter Chung Soon-taek OCD (seit 2021)